# Neurolinguistique
La neurolinguistique est l'étude des phénomènes neuronaux qui contrôlent la compréhension, la production et l'acquisition du langage. C'est un domaine interdisciplinaire qui s'inspire des méthodes et des théories de neurosciences, de linguistique, de sciences cognitives, de neuropsychologie et même d'informatique.

## Acquisition de plusieurs langues
Apprendre jeune à parler plusieurs langues semble plus facile. Que se passe-t-il dans le cerveau de ceux qui sont au moins bilingues ? D'un point de vue neurolinguistique, la représentation et le traitement de deux langues dans le même cerveau ont été étudiés par exemple en ce qui concernes l'utilisation des hémishères (droit et gauche) du cerveau.
Dans ce domaine d'études, ont aussi été distinguées l'acquisition simultanée, et l'acquisition successive de langues.
L'étude des changements cognitifs et neuroanatomiques du cerveau par le bilinguisme (ou le plurilinguisme) est abordée, ou vue, actuellement dans le cadre d'une neuroplasticité continue au cours de la vie adulte.